# Ichnusaite
L'Ichnusaite è un molibdato attinide. La sua formula bruta è Th(MoO4)2·3H2O. Essa è stata scoperta a Su Seinargiu, (Sarroch) nel 2013. I suoi cristalli sono tabulari incolori e sottili lunghi fino a 200 micron, associati a muscovite, xenotime-(Y), e nuragheite (Th(MoO4)2 · H2O). Il luster è perlato adamantino.
L'ichnusaite è fragile, con una perfetta scissione. A causa della piccola quantità di materiale disponibile e la sua stretta associazione con la nuragheite, la densità e le proprietà ottiche non sono note. I fogli successivi sono tenuti attraverso legami idrogeno.  L'ichnusaite porta nuova comprensione sulla cristallochimica dei molibdati attinidi, che possono formarsi durante l'alterazione del combustibile nucleare esaurito e influenzare il rilascio di radionuclidi in condizioni di stoccaggio.